# Лишу (Сыпин)
Лишу́ (кит. упр. 梨树, пиньинь Líshù) — уезд городского округа Сыпин провинции Гирин (КНР).

## История
При империи Цин эти места входили в состав Внутренней Монголии, здесь жили монголы из рода Хорчин. С начала XIX века местные монгольские властители стали привлекать сюда китайских переселенцев, здесь постепенно стали возникать местные населённые пункты, вызвавшие необходимость в создании низовых административных структур. В 1878 году на этих землях был образован уезд Фэнхуа (奉化县).
После Синьхайской революции во время кампании по упорядочиванию названий административных единиц в стране в связи с тем, что в провинции Чжэцзян также существовал уезд Фэнхуа, данный уезд в 1914 году был переименован в Лишу и вошёл в состав провинции Фэнтянь.
В 1931 году Маньчжурия была оккупирована японскими войсками, а в 1932 году было образовано марионеточное государство Маньчжоу-го. Уезд Лишу сначала остался в составе провинции Фэнтянь, но в 1941 году вошёл в состав новообразованной провинции Сыпин.
По окончании Второй мировой войны правительство Китайской республики осуществило административно-территориальный передел Северо-Востока, и уезд Лишу вошёл в состав новой провинции Ляобэй. В 1949 году провинция Ляобэй была расформирована, и уезд Лишу вошёл в состав новой провинции Ляоси. После расформирования в 1954 году провинции Ляоси уезд Лишу вошёл в состав провинции Гирин.

## Административное деление
Уезд Лишу делится на 15 посёлков и 6 волостей.